# Barkarole

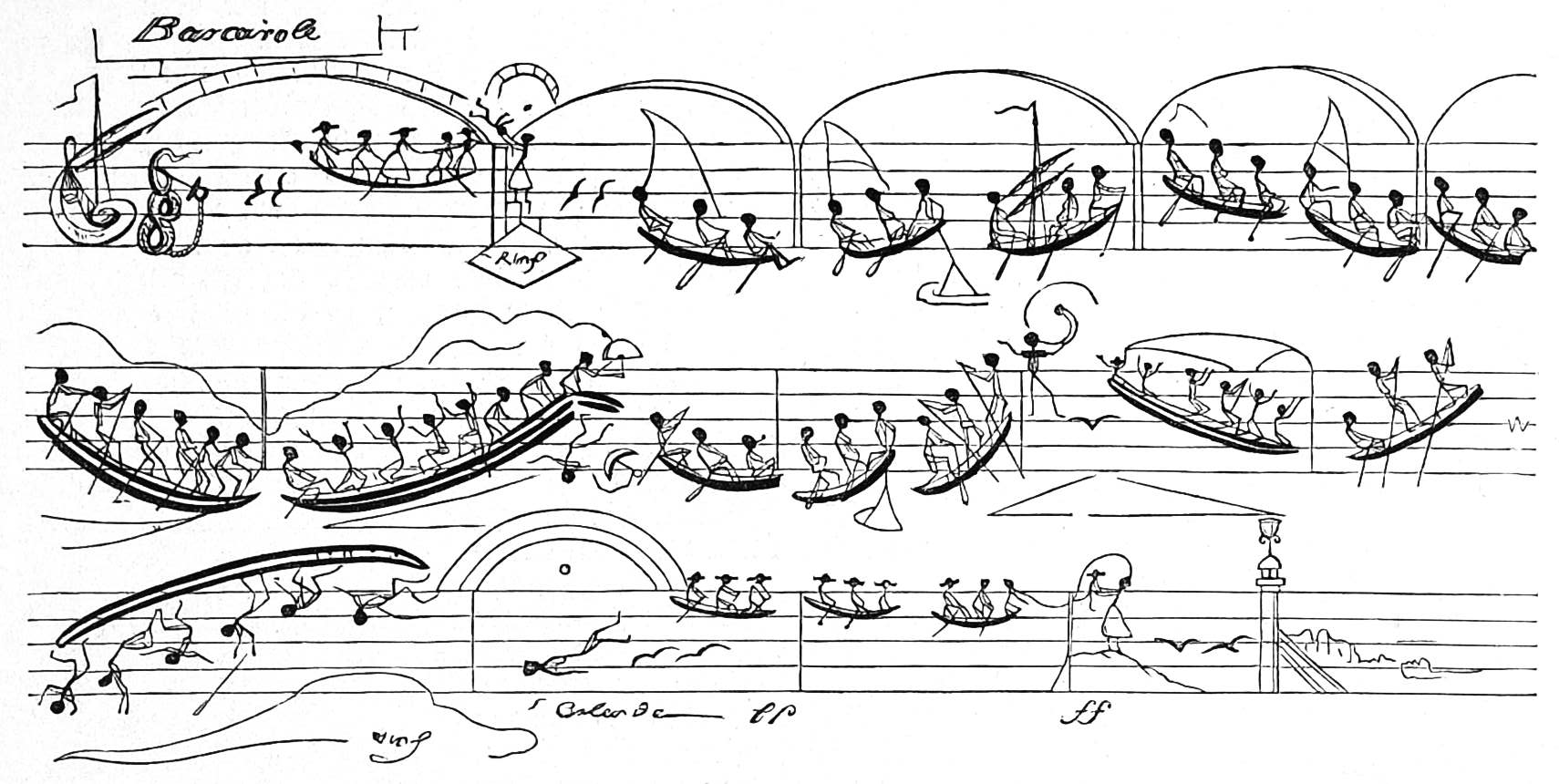
Barcarole, aus: Die Gartenlaube, 1885, Heft 1, S. 18, nach einer alten Zeichnung von J. J. Grandville.

Eine Barkarole (von italienisch barca „Barke, Boot“) war ursprünglich ein venezianisches Gondel- bzw. Schifferlied im 6/8- oder 12/8-Takt. 
Die Melodien von Barkarolen sind von ruhigem Charakter. Durch die Taktart wird der Eindruck einer wiegenden Bewegung in der Melodie hervorgerufen, die an das Schaukeln einer Gondel in den Kanälen Venedigs erinnert. 
Ab dem 19. Jahrhundert wurden Name und Form in der europäischen Kunstmusik für vokale wie instrumentale Kompositionen verwendet. Komponisten, die Barkarolen für Klavier schrieben, sind beispielsweise Frédéric Chopin, Fauré, Tschaikowski und Mendelssohn Bartholdy. Eine bekannte vokale Barkarole eröffnet den „Giulietta“-Akt der Oper Hoffmanns Erzählungen von Jacques Offenbach, von der auch eine Instrumentalfassung existiert.
Barcarole in der Nacht war ein Nr.-1-Hit der amerikanischen Sängerin Connie Francis im Jahr 1963 in Deutschland. Barcarole vom Abschied ist ein Schlager von Andy Borg von seinem 1984er Album Zärtliche Lieder.